# 森田有加里
森田 有加里（もりた ゆかり、1997年2月5日 - ）は、日本の女子サッカー選手。ポジションはゴールキーパー。

## 来歴
大阪桐蔭高校に所属していた2014年2月に、U-17女子ワールドカップに臨むU-17日本代表に選出された。大会ではグループステージ3試合目・ニュージーランド戦の終盤に途中出場した。
その後、日本体育大学に進学、2017年夏季ユニバーシアードの日本代表に選出された。
大学卒業後の2019年にノジマステラ神奈川相模原に入団。
2020年の終わりに引退、2021年からは、創設1年目の三浦学苑高校の女子サッカー部の監督に就任した。

## 代表歴
- U-17日本代表
  - 2014 FIFA U-17女子ワールドカップ; 優勝（1試合出場）
- ユニバーシアード日本代表
  - 2017年夏季ユニバーシアード; 準優勝
- 新しいカギ・呼び出し先生田中　出演